# Killen, Alabama
Killen là một thị trấn thuộc quận Lauderdale, tiểu bang Alabama, Hoa Kỳ. Dân số năm 2009 là 1142 người, mật độ đạt 224 người/km².